# Nordwest2050

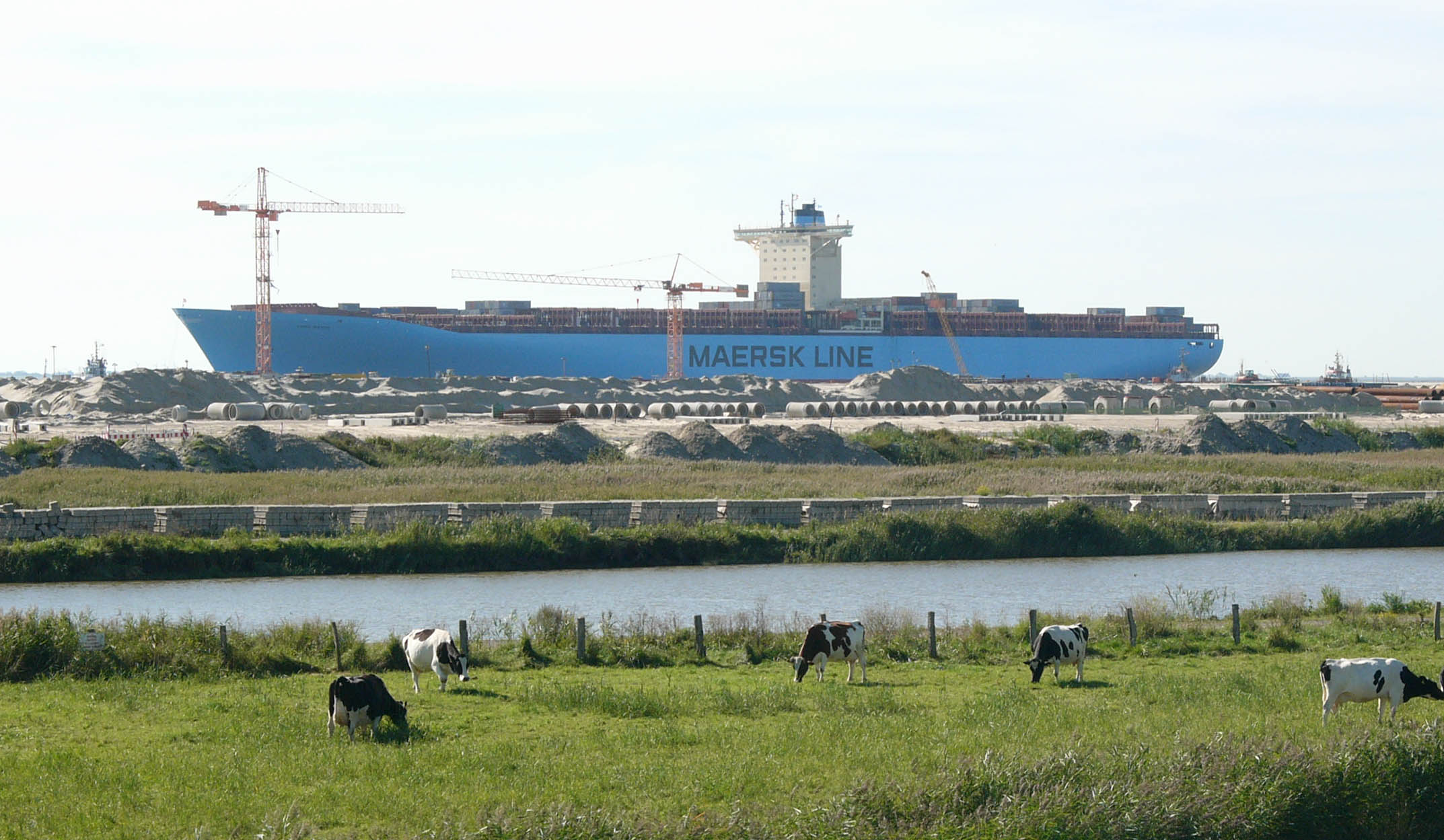
Die Emma Maersk, eines der größten Containerschiffe der Welt im Hafen Bremerhaven. Durch den Klimawandel werden Konflikte zwischen Naturschutz, Küstenschutz und Seeschifffahrt verschärft.

nordwest2050 ist ein interdisziplinäres Wissenschafts- und Regionalförderprojekt mit dem Anpassungsstrategien an die Klimaerwärmung in der Region Bremen-Oldenburg entwickelt werden sollen. Neben Klimzug-Nord („Metropolregion Hamburg“) und RADOST (Ostsee) ist nordwest2050 eines der drei norddeutschen Projekte im bundesweiten Klimzug-Netzwerk. Das Projekt setzt seinen Fokus auf die regionalen Folgen der Klimaerwärmung und nicht auf die Minderung der Klimaveränderung (CO2-Ausstoß). nordwest 2050 wurde nach zweieinhalbjähriger Planung am 19. August 2009 offiziell mit einem Festakt im Bremer Rathaus gestartet.
Wie alle Klimzugprojekte ist nordwest2050 interdisziplinär angelegt und will naturwissenschaftliches, ökonomisches und technologisches Fachwissen zusammenführen. Zudem sind politische, administrative, wissenschaftliche und privatwirtschaftliche Akteure integriert, die zusammen nach Lösungen für die Folgen der Klimaerwärmung entwickeln sollen. Der Name rührt von dem angestrebten Zeithorizont, dem Jahr 2050 her.

## Aufgaben und Ziele
Das Forschungsprojekt nordwest2050 hat nach eigenen Angaben das Ziel, „gemeinsam mit Akteuren aus Wirtschaft, Politik und Gesellschaft einen langfristigen Fahrplan zur Klimaanpassung für die Metropolregion Nordwest zu entwickeln – die so genannte ‚Roadmap of Change‘. Sie wird aufzeigen, wie die Risiken des Klimawandels für die Region verringert und sich ergebende Chancen genutzt werden können, und ist damit ein Wegweiser für den Erhalt der Wettbewerbsfähigkeit der Region.“

## Themenfelder
Zur fachspezifischen Arbeit wurden sog. Cluster entwickelt:
- Analysen und Methoden, übergeordnet
- Cluster Region
- Cluster Energie
- Cluster Ernährung
- Cluster Hafen & Logistik: Extremereignisse können den Betriebsablauf in den Häfen beeinträchtigen, indem sie beispielsweise die Nutzbarkeit der Schifffahrtsstraßen oder der Hinterlandanbindungen oder die Energieversorgung einschränken. Durch die exponierte Lage der Häfen im Nordwesten direkt an der Küste (Wilhelmshaven, Bremerhaven) können zusätzliche Kosten zum Schutz der Infrastruktur erforderlich werden. Das Cluster befasst sich mit dieser Planung.

Eine Kooperation besteht mit dem Center for Integrative Environmental Research (CIER) an der University of Maryland im Küsten US-Bundesstaat Maryland.

## Finanzierung
Das Projekt nordwest2050 wird maßgeblich durch den Haushalt der Bundesrepublik Deutschland mit knapp 10 Millionen Euro gefördert. Zudem tragen die Freie Hansestadt Bremen, die Stadt Oldenburg und die Kreise einen Teil der Kosten. Die beteiligten Institutionen bringen Eigenmittel, meist in Form von Dienstleistungen ein.

## Beteiligte Institutionen
- Metropolregion Nordwest
- Sustainability Center Bremen (econtur gGmbH)
- Universität Bremen
- Universität Oldenburg
- Hochschule Bremen
- BioConsult Schuchardt & Scholle GbR
- ecco ecology + communication Unternehmensberatung GmbH[4][5]